# Wachlarzyk
Wachlarzyk – rodzaj kwiatostanu z grupy wierzchotek jednoramiennych. Ma kwiat na szczycie pędu. Od osi tego pędu wyrasta (zazwyczaj z kąta liścia) odgałęzienie drugiego rzędu, które znowu kończy się kwiatem. Kolejne odgałęzienia wyrastają naprzemiennie po obu stronach. Wachlarzyk jest bardzo podobny do dwurzędki – różni się od niej tym, że wszystkie kwiaty dorastają mniej więcej do tego samego poziomu. Najdłuższe szypułki mają kwiaty dolne, czym wyżej w górę, tym krótsze.
Kwiaty w wachlarzyku zaczynają kwitnąć od kwiatu znajdującego się w początkowej części kwiatostanu, stopniowo w kierunku pojawiających się osi drugiego, trzeciego i następnych rzędów, czyli od zewnątrz do wewnątrz kwiatostanu. Listki, z kątów których wyrastają te osie noszą nazwę podsadek.